# 佟志武
佟志武（1954年9月—），男，汉族，辽宁兴城人，中华人民共和国政治人物、第十二届全国人民代表大会辽宁地区代表。毕业于辽宁大学和中央党校哲学专业，1983年3月加入中国共产党。2013年，被选为全国人大代表。
1979年8月，毕业于辽宁大学哲学系。1983年9月，毕业于辽宁省委党校青训班。1983年12月，赴辽宁省委党校工作，1986年3月起，历任辽宁省委党校组织处副处长、人事处处长、副教育长。1992年5月起历任辽宁省桓仁县委副书记，省委组织部干训处处长、办公室主任。1994年10月任辽宁省委党校副校长。1996年3月，任辽宁省葫芦岛市委常委、组织部部长。1998年6月，任辽宁省委党校常务副校长兼任省党建研究会副会长。2003年3月任中共锦州市委书记。
2008年1月28日，出任辽宁省人大常委会秘书长。2011年1月25日，升任辽宁省人大常委会副主任。2013年1月30日至2018年1月31日任辽宁省人大常委会党组副书记。